# Herb gminy Aleksandrów (województwo lubelskie)
Herb gminy Aleksandrów – jeden z symboli gminy Aleksandrów, ustanowiony 28 czerwca 2013.

## Wygląd i symbolika
Herb przedstawia na tarczy  w polu czerwonym złote Jelita ponad takimż piecem hutniczym.